# Выправочно-подбивочно-рихтовочная машина

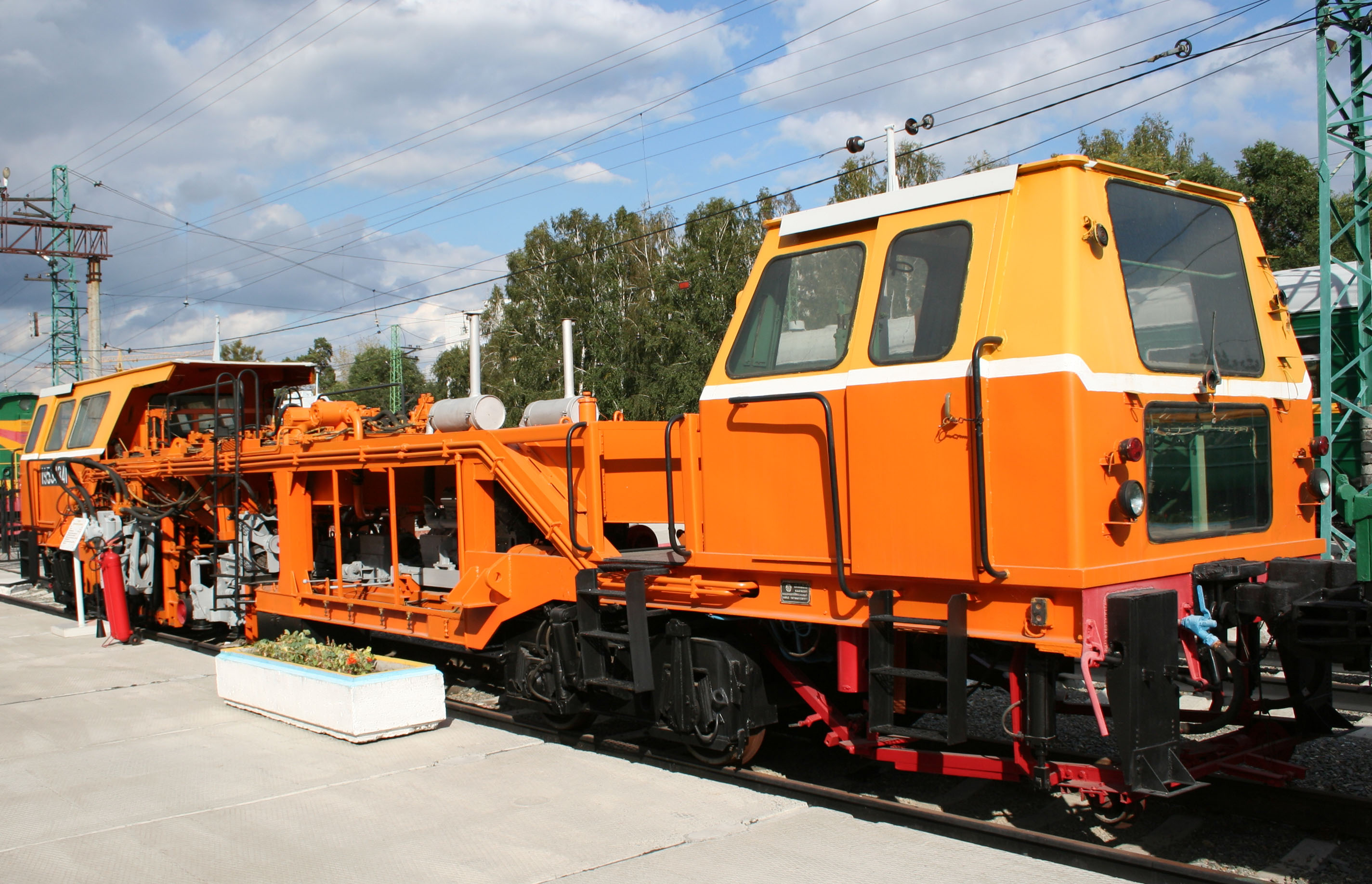
ВПР-1200

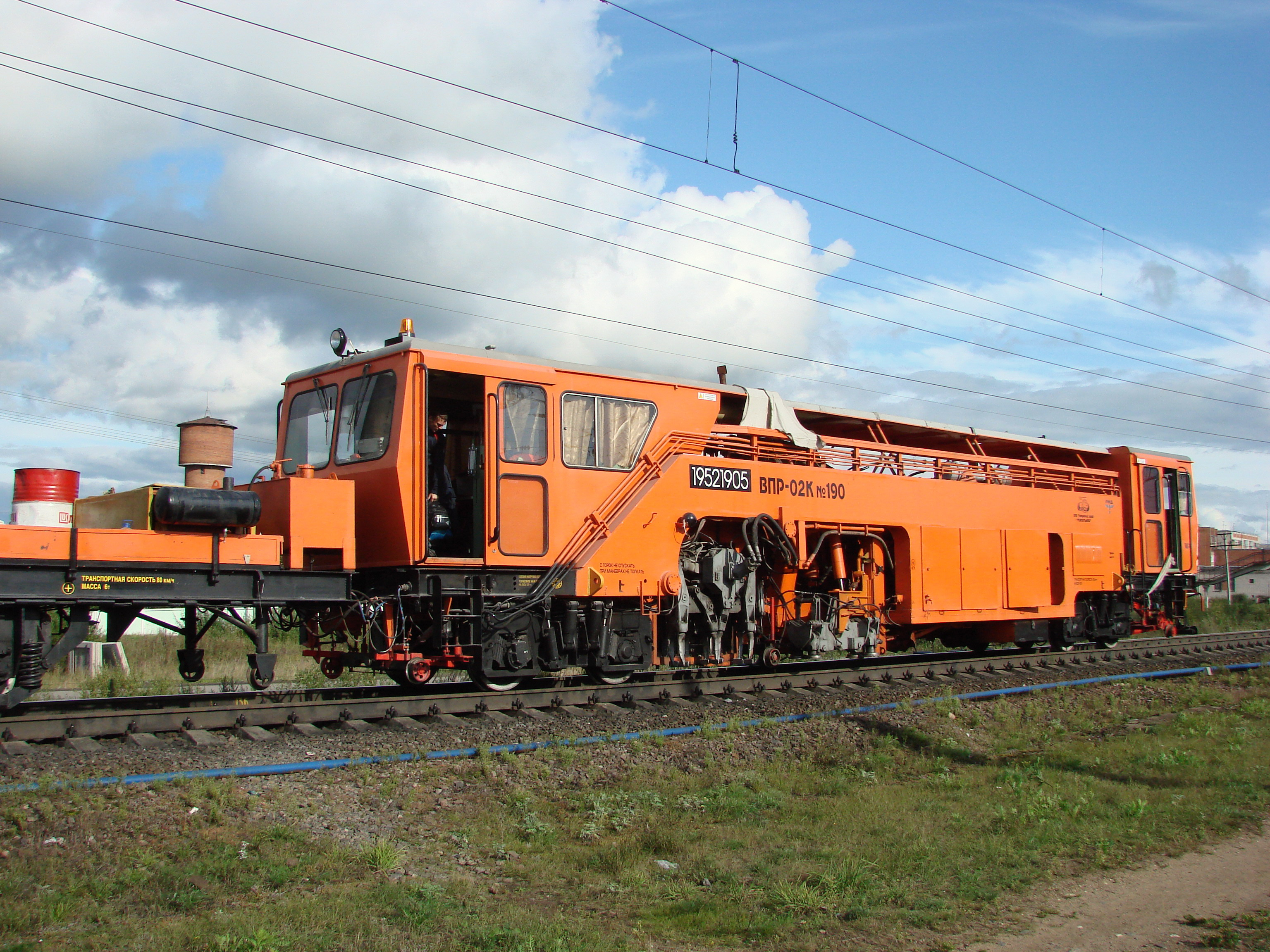
ВПР-02К

Выправочно-подбивочно-рихтовочная машина — путевая машина на железнодорожном транспорте для выправки железнодорожного пути в продольном и поперечном профиле и в плане (рихтовки), а также для уплотнения (подбивки) балласта. Применяется при строительстве, ремонте и текущем содержании пути.

## История развития
До 1961 года использовалась шпалоподбивочная машина, которая только подбивала путь без его выправки, позже получила распространение самоходная машина циклического действия.
На железных дорогах СССР и России применяется машина ВПР-1200, обеспечивающая производительность 1200 шпал в час. Транспортная скорость — 80 км/ч.
С 1988 года выпускается машина ВПР-02 с производительностью 1400 шпал в 1 час. Машина обеспечивает точность выправки по уровню ±2 мм, в продольном профиле ± 1 ‰, в плане ±2 мм; имеет упрощённую конструкцию выправочной и лазерной тележек.
На железных дорогах многих стран мира для подбивки и выправки пути используют тяжёлые машины на четырёхосных платформах, а также средние и лёгкие машины на двухосных платформах. Так австрийская фирма Plasser & Theurer выпускает выправочно-подбивочно-рихтовочные машины Duomatic 09-32 CSM и Unimat 08-275/3S.

## Конструкция и принцип работы
Рабочими органами машины являются расположенные над каждой рельсовой нитью:
- подбивочные блоки
- подъёмно-рихтовочные устройства (ПРУ)
- виброуплотнители балласта у торцов шпал

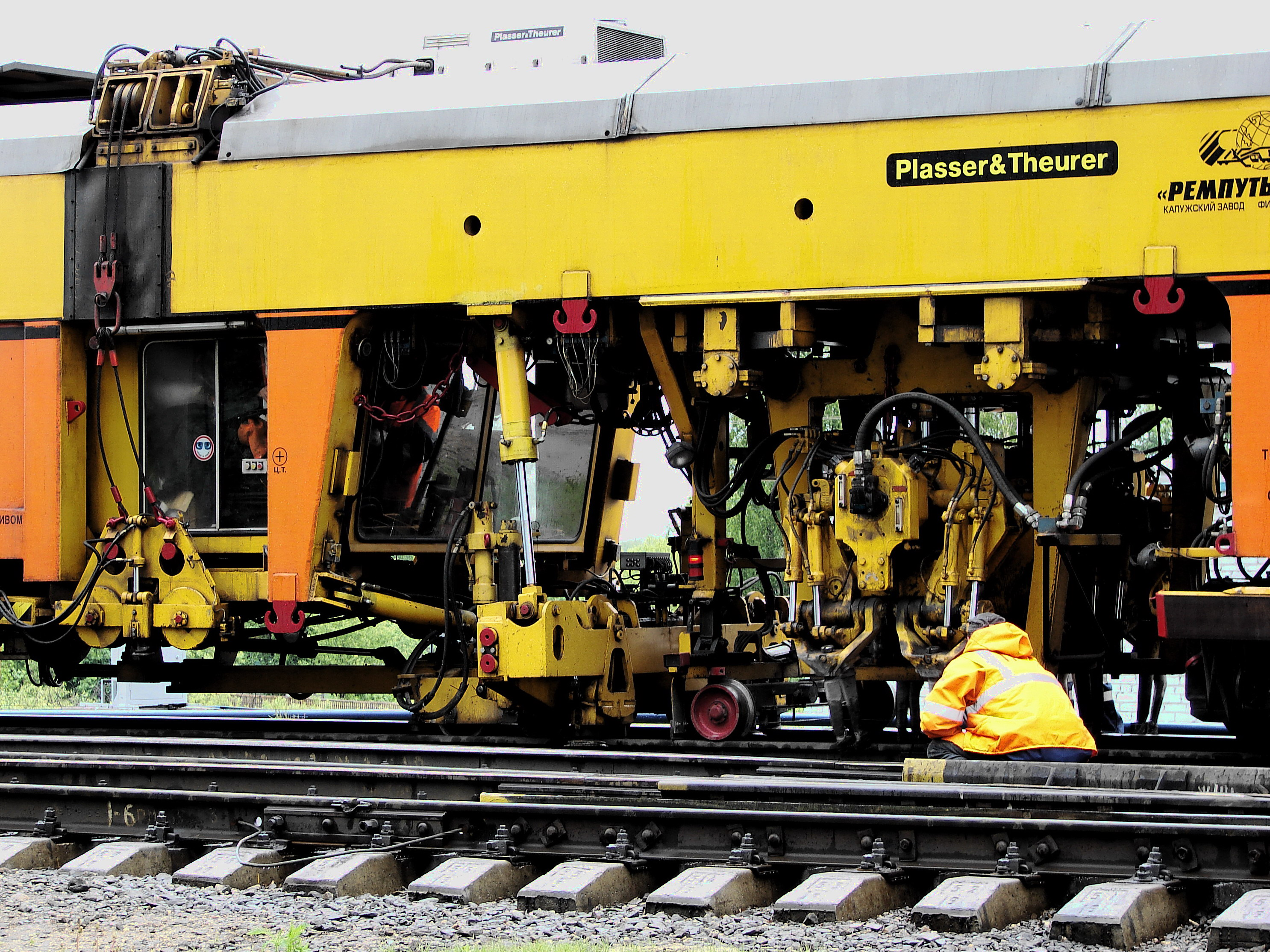
Рабочие органы машины Plasser & Theurer
Unimat 08-275/3S

Подбивочные блоки имеют по 16 вертикальных подбоек, нижние концы которых при вращении эксцентрикового вала колеблются с амплитудой 10—15 мм в горизонтальной плоскости. При работе машины подбойки под действием вертикальных гидроцилиндров погружаются в балласт между шпалами на глубину 0,4—0,6 метра и сближаются, обжимая шпалу и уплотняя под ней балласт. Машина подбивает одновременно балласт под двумя шпалами и переезжает к следующим шпалам. Каждый блок может перемещаться в поперечном направлении, обеспечивая подбивку пути в криволинейных участках.
Виброуплотнители балласта у торцов шпал расположены по обе стороны машины и представляют собой виброплиты с вибраторами направленного действия с гидроприводом.
Подъёмно-рихтовочные устройства снабжены комплектом роликовых захватов для подъёмки пути, рихтующими роликами для сдвига пути и гидроприводом. Рихтовочное устройство работает независимо от подъёмного. Рихтовочная система машины включает 5 измерительных тележек, между которыми натянута трос-хорда, являющаяся базой измерения. На 2-й и 3-й тележках имеются потенциометрические датчики, которые в двух точках замеряют стрелу прогиба пути в плане относительно трос-хорды. Электрические сигналы с датчиков 2-й и 3-й тележек поступают в устройство сравнения. Отношение этих сигналов, приблизительно равное 1,34 (зависит от соотношения длин плеч измерительной хорды), соответствует проектному положению пути. При отношении, отличающемся от этого значения, механизм рихтовки осуществляет выправку рельсошпальной решётки. Между 5-й и 3-й тележками натянута контрольная трос-хорда, а на 4-й тележке установлен датчик контроля стрел прогиба отрихтованного пути.
Для увеличения измерительной базы к машине прицепляют двухосную платформу, на которой размещены задняя и контрольные тележки.
В системе выправки (нивелировки) пути имеются две трос-хорды для выправки продольного профиля, расположенные над каждой рельсовой нитью и натянутые на вертикальных стойках, установленных на 1-й и 3-й тележках. На 2-й тележке, находящейся у подбивочного блока, расположены штанги с датчиками продольного профиля. При подъёмке рельсо-шпальной решётки стойки 2-й тележки поднимаются вместе с решёткой, пока сигнал с датчика базового рельса не сравняется с сигналом соответствующем положению штанги с датчиком уровня, расположенного на одной прямой по трос-хорде с крайними стойками (уровень контрольного сигнала задается предварительно при настройке машины на ровном участке пути).
Выправка поперечного профиля пути осуществляется по электронным маятникам, которые подают сигнал о подъёме одной рельсовой нити до уровня другой. Система выправки позволяет работать по способу сглаживания неровностей и постановки пути на проектные отметки. При этом способе требуется предварительная нивелировка пути для определения подъёмки. Для выправки пути на прямых участках на крайней тележке установлен лазерный излучатель, луч которого служит базой выправки, принимается приёмником, установленным на передней измерительной тележке, которая сдвигает трос-хорду, в результате чего включается механизм рихтовки.

## Последовательность операций
Рабочий цикл машины состоит из следующих операций:
- остановка машины (для машин циклического действия) или остановка спутника с ПРУ (для машин непрерывно-циклического действия)
- захват рельсов роликами выправочного агрегата
- опускание подбивочных блоков и перемещение пути при помощи ПРУ
- заглубление подбоек в балласт
- уплотнение балласта при вибрации и сжатии подбоек
- разжатие подбоек
- возвращение подбивочного блока
- размыкание рельсовых захватов или ослабление сжатия рельсов захватами

Продолжительность рабочего цикла до 6 секунд. Для увеличения производительности машины оборудуются спаренными подбивочными блоками.

## ВПРС-03
Машина выправочно-подбивочно-рихтовочная ВПРС-03 производимая Кировским машзаводом 1 Мая предназначена для выправки железнодорожного пути в продольном и поперечном профилях и в плане, а также для уплотнения балласта под шпалами и с торцов шпал, под брусьями стрелочных переводов и крестовин.
Машина применяется как при строительстве новых, так и при ремонте и текущем содержании действующих железных дорог колеи 1435 и 1520 мм с рельсами до Р-65 включительно, с деревянными или железобетонными шпалами на различного рода балластах. ВПРС-03 является универсальной путевой машиной циклического действия, производящей одновременную или независимую выправку, рихтовку и подбивку железнодорожного пути в полуавтоматическом или ручном режимах, как на магистральных и станционных путях, так и на стрелочных переводах.
Машина оснащена дополнительным выносным устройством для подъёмки третьего рельса, обеспечивающим работу на тяжёлых стрелочных переводах с железобетонными брусьями. Данное устройство позволяет производить подъёмку третьего рельса и частичную подбивку длинного бруса в 3-й точке для его закрепления.
На машине установлены двухшпальные подбивочные блоки производящие подбивку одной шпалы с 2-х сторон и двух соседних шпал с одной стороны.
Технические характеристики:
- производительность:

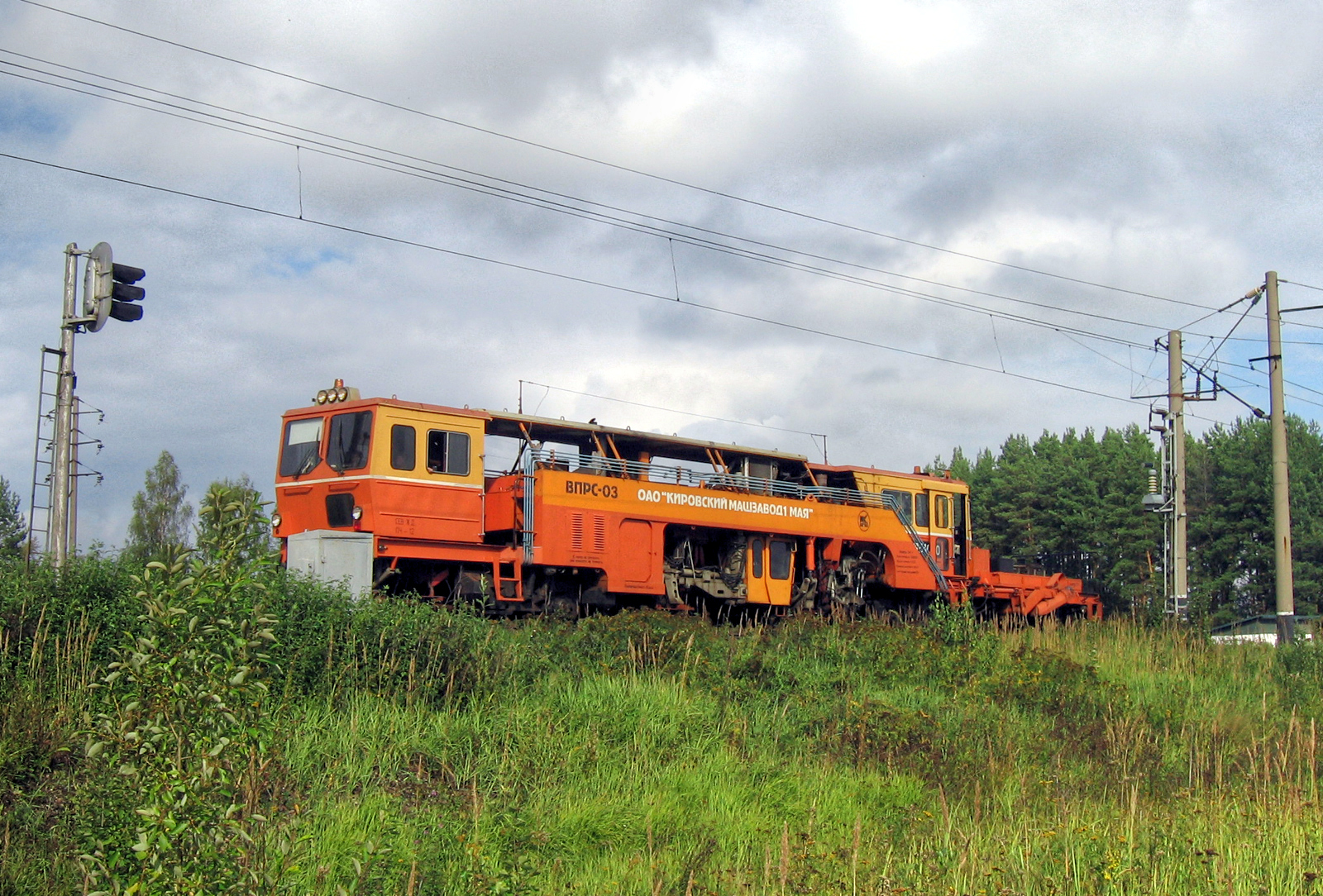
ВПРС-03

  - при выработке и подбивке пути — 1200 шпал/час;
  - при подбивке стрелочных переводов — 1,2 стр.пер./час;
- точность положения пути после выправки:
  - в продольном профиле (микроуклоны) — не более 1,0°;
  - перекос пути на длине 1 м — не более ± 2,0 мм;
  - отклонение в плане — ± 2,0 мм.
- максимальная величина подъёма пути — 100 мм;
- максимальная величина рихтовки пути — 100 мм;
- максимальный преодолеваемый уклон пути — 20,0 % или 1,14°;
- максимальная транспортная скорость движения самоходом — 80,0 км/ч;
- минимальный радиус прохождения кривых:
  - при транспортном положении рабочих органов — 80 м;
  - при рабочем положении — 120 м;
- габаритные размеры с прицепной платформой (длина х ширина x высота) — 23500 х 3170×4150 мм;
- масса в снаряженном состоянии — 62 т;
- экипаж управления — 4 человека.